# Cap Ferrat
Cap Ferrat este o arie protejată (sit de importanță comunitară — SCI) din Franța întinsă pe o suprafață de 8.958,64 ha, integral pe uscat.

## Localizare
Centrul sitului Cap Ferrat este situat la coordonatele 43°39′39″N 7°21′14″E / 43.66083°N 7.35389°E.

## Înființare
Situl Cap Ferrat a fost declarat arie specială de conservare în baza directivei 92/43 din 1992 referitoare la conservarea habitatelor naturale și a faunei și florei sălbatice pentru a proteja 2 specii de animale.

## Biodiversitate
Situată în ecoregiunea mediteraneană, aria protejată conține 6 habitate naturale: Peșteri marine scufundate complet sau parțial, Golfuri mici largi și golfuri puțin adânci, Recifuri, Straturi cu Posidonia (Posidonion oceanicae), Terase mlăștinoase și terase nisipoase neacoperite de apă la reflux, Bancuri de nisip acoperite în permanență slab de apă marină.
La baza desemnării sitului se află mai multe specii protejate:
- mamifere (1): delfin mare (Tursiops truncatus)
- reptile (1): Caretta caretta